# Сачин (княжество)

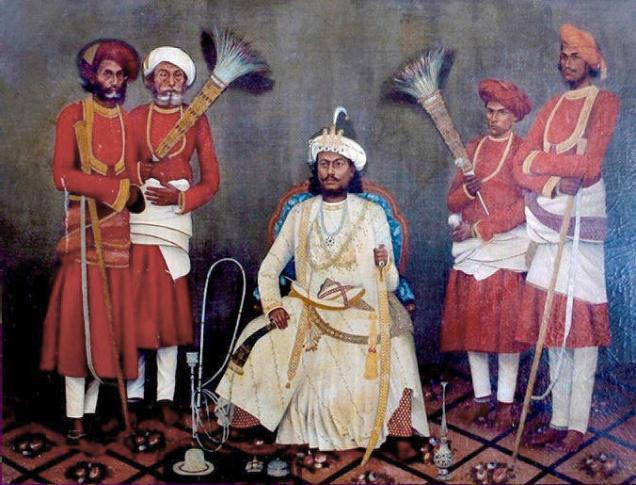
Ибрагим Мухаммад Якут Хан II (1833—1873), наваб Сачина (1868—1873)

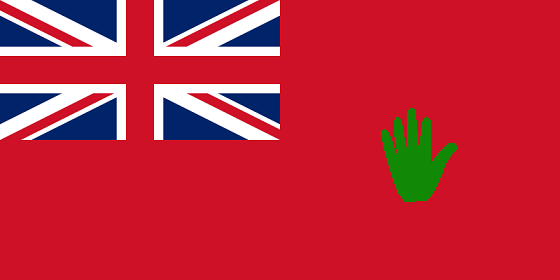
Торговый флаг княжества Сачин

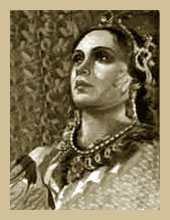
Наваб Сачина Ибрагим Мухаммад Якут Хан III воздержался от публичного признания своего брака с Фатимой Бегум.

Княжество Сачин (гудж. સચીન રિયાસત; урду سچن ریاست‎) — туземное княжество Индии в период британского владычества. Княжество принадлежало Агентству Сурат, бывшему Агентству Хандеш, Бомбейского президентства. Его столица — Сачин, самый южный город современного округа Сурат индийского штата Гуджарат.

## История
Государство Сачин было основано 6 июня 1791 года. Хотя более 85 % подданных были индуистами, государством управляли мусульмане-сунниты из династии Сидди Данда-Раджпури и княжества Джанджира. Династия Сидди имеет абиссинское (хабеша) происхождение.
Княжество Сачин находилось под защитой пешвы Маратхской империи, пока не стало британским протекторатом. У него была своя кавалерия, валюта и гербовая бумага, а также государственный оркестр, в который входили африканцы.
Фатьма Бегум (1892—1983), одна из первых супер-звезд индийского кинематографа и первая индийская женщина-режиссёр, якобы была замужем за навабом Сидди Ибрагимом Мухаммадом Якут-Ханом III из княжеств Сачин. Олнако источники в княжеской семье Сачина утверждают, что нет никаких записей о браке или договоре, имевших место между навабом и Фатьмой Бай, или о том, что он официально признал трех её дочерей: Султану, Зубейду и Шехзади как своих собственных. Султана стала ведущей фигурой на ранних этапах индийского кинематографа, а её младшая сестра Зубейда сыграла главную роль в первом индийском звуковом фильме «Свет мира» (1931).
Наваб Сидди Ибрагим Мухаммад Якут-Хан III, последний правитель княжества Сачин, подписал соглашение о присоединении к Индийскому союзу 8 марта 1948 года. Затем государство стало частью округа Сурат в провинции Бомбей.

## Правители княжества
Правители государства Сачин носили титул «Наваб» и получили от британских властей наследственное право на 9-пушечный салют.

### Навабы
- 6 июня 1791 — 9 июля 1802: Абдул Карим Мухаммед Якут Хан I Бахадур (? — 9 июля 1802), старший сын и наследник Сидди Абдула Рахима Хана Сидди Сирул-Хана, везиря Джанджиры и танадара Джафарабада
- 9 июля 1802 — 25 марта 1853: Ибрагим Мухаммед Якут Хан I Бахадур(? — 25 марта 1853), единственный сын предыдущего
- 25 марта 1853 — 1 декабря 1868: Абдул Карим Мухаммед Якут Хан II Бахадур(1802 — 1 декабря 1868), сын предыдущего
- 1 декабря 1868 — 4 марта 1873: Ибрагим Мухаммад Якут Хан II Бахадур(1833 — 4 марта 1873), старший сын предыдущего
- 4 марта 1873 — 7 января 1887: Абдул Кадир Мухаммад Якуб Хан Бахадур(март 1865 — 30 декабря 1896), старший сын предыдущего. Он правил в административном совете, пока не достиг совершеннолетия и был наделен частичными правящими полномочиями в июле 1886 года. 1 января 1877 года он получил право на постоянный салют из 9-ти пушек. 7 января 1887 года отрекся от престола в пользу своего старшего сына.
- 7 февраля 1887 — 19 ноября 1930: Майор Ибрагим Мухаммад Якут Хан III Бахадур (23 ноября 1886 — 19 ноября 1930), старший сын предыдущего. Правил под управлением административного совета до тех пор, пока не достиг совершеннолетия и не был наделен всей полнотой правящей власти 4 мая 1907 года
- 19 ноября 1930 — 15 августа 1947: Полковник Хайдар Мухаммад Якут Хан Бахадур(11 сентября 1909 — 31 мая 1970), старший сын предыдущего. 9 августа 1947 года подписал документ о присоединении княжества Сачин к Индийскому союзу. 19 марта 1948 года подписал соглашение о слиянии своего княжества со штатом Бомбей, которое вступило в силу 10 июня 1948 года.

### Титулярные навабы
- 15 августа 1947 — 31 мая 1970: Хайдар Мухаммад Якут Хан (11 сентября 1909 — 31 мая 1970), старший сын Ибрагима Мухаммада Якута Хана III
- 31 мая 1970 — 29 октября 1990: Мухаммад Суроор Якут Хан Бахадур (19 августа 1911 — 29 октября 1990, единственный сын предыдущего
- 29 октября 1990 — 13 августа 2006: Мухаммад Насрулла Хан Бахадур (28 марта 1933 — 13 августа 2006), сын предыдущего
- 13 августа 2006 — настоящее время: Мухаммад Реза Хан Бахадур (род. 2 ноября 1961), старший сын предыдущего.